# Wheeling University
La Wheeling University (WU) è un'università privata di indirizzo cattolico con sede a Wheeling, nello stato americano della Virginia Occidentale.
Il Wheeling College fu fondato dai gesuiti della provincia del Maryland nel 1954 su richiesta della diocesi di Wheeling-Charleston. Fu elevato al rango di university nel 1996.